# اینفینی‌باند
اینفینی‌باند (InfiniBand یا به اختصار IB) یک استاندارد برای ارتباطات شبکه‌های کامپیوتری است که در ابررایانه‌ها (کامپیوترهایی بامحاسبه کارایی بالا که توان بسیار بالا و تاخیر کم دارند) استفاده می‌شود. این استاندارد برای اتصال داده ها بین رایانه‌ها و درون آنها، به عنوان یک اتصال مستقیم یا سوئیچ شده بین سرورها و سیستم های ذخیره سازی و همچنین اتصال بین سیستم های ذخیره سازی استفاده می شود، برای مقیاس‌پذیری بیشتر طراحی شده است و از توپولوژی شبکه پارچه‌ای سوئیچ شده استفاده می‌کند .
تا سال ۲۰۱۴، این اتصال متداول ترین اتصال در ابر رایانه ها بود. ملانوکس (انویدیای امروزی) برای اینفینی‌باند آداپتور باس میزبان و سوئیچ شبکه تولید می‌کند، و در ماه فبریه‌ی ۲۰۱۶ گزارش شد که شرکت اوراکل واحدهای سوئیچ InfiniBand و تراشه‌های آداپتور سرور خود را برای استفاده در خطوط تولید خود و توسط اشخاص ثالث مهندسی کرده است. کارت‌های IB ملانوکس برای سولاریس، فری‌بی‌اس‌دی، رد هت انترپرایز لینوکس، سوزه لینوکس انترپرایز، ویندوز، اچ‌پی یوایکس، وی‌ام‌ویر ای‌اس‌ایکس‌آی و ای‌آی‌ایکس موجود هستند.
به عنوان یک اتصال ، IB با اترنت، کانال فیبری و مسیر همه‌جانبه (omni-path) اینتل رقابت می کند.
این فناوری توسط انجمن تجارت InfiniBand تبلیغ و ترویج داده‌می‌شود.

## مشخصات

### عملکرد
|                                                  |                          | SDR        | DDR      | QDR      | FDR10      | FDR        | EDR         | HDR       | NDR   | XDR              |
| ------------------------------------------------ | ------------------------ | ---------- | -------- | -------- | ---------- | ---------- | ----------- | --------- | ----- | ---------------- |
| نرخ سیگنالینگ (Gbit / s)                         | نرخ سیگنالینگ (Gbit / s) | ۰۰۰ ۲٫۵    | ۰۰۰ ۵    | ۰۰ ۱۰    | ۰۰ ۱۰٫۳۱۲۵ | 00 14.0625 | ۰۰ ۲۵٫۷۸۱۲۵ | ۰۰ ۵۰     | 0 ۱۰۰ | 0 ۲۵۰            |
| نظری تأثیر گذار توان عملیاتی (گیگابایت در ثانیه) | 0 ۱ لینک s               | ۰۰۰ ۲      | ۰۰۰ ۴    | ۰۰۰ ۸    | ۰۰ ۱۰      | ۰۰ ۱۳٫۶۴   | ۰۰ ۲۵       | ۰۰ ۵۰     | 0 ۱۰۰ | 0 ۲۵۰            |
| نظری تأثیر گذار توان عملیاتی (گیگابایت در ثانیه) | برای 0 ۴ پیوند           | ۰۰۰ ۸      | ۰۰ ۱۶    | ۰۰ ۳۲    | ۰۰ ۴۰      | ۰۰ ۵۴٫۵۴   | 0 ۱۰۰       | 0 ۲۰۰     | 0 ۴۰۰ | ۱۰۰۰             |
| نظری تأثیر گذار توان عملیاتی (گیگابایت در ثانیه) | برای 0 ۸ لینک            | ۰۰ ۱۶      | ۰۰ ۳۲    | ۰۰ ۶۴    | ۰۰ ۸۰      | 0 ۱۰۹٫۰۸   | 0 ۲۰۰       | 0 ۴۰۰     | 0 ۸۰۰ | ۲۰۰۰             |
| نظری تأثیر گذار توان عملیاتی (گیگابایت در ثانیه) | برای ۱۲ لینک             | ۰۰ ۲۴      | ۰۰ ۴۸    | ۰۰ ۹۶    | 0 ۱۲۰      | 0 ۱۶۳٫۶۴   | 0 ۳۰۰       | 0 ۶۰۰     | ۱۲۰۰  | ۳۰۰۰             |
| رمزگذاری (بیت)                                   | رمزگذاری (بیت)           | 8b / 10b   | 8b / 10b | 8b / 10b | 64b / 66b  | 64b / 66b  | 64b / 66b   | 64b / 66b | PAM4  | tbd              |
| تأخیر آداپتور (μs)                               | تأخیر آداپتور (μs)       | ۰۰۰ ۵      | ۰۰۰ ۲٫۵  | ۰۰۰ ۱٫۳  | ۰۰۰ ۰٫۷    | ۰۰۰ ۰٫۷    | ۰۰۰ ۰٬۵     | کمتر؟     | tbd   | tbd              |
| سال                                              | سال                      | ۲۰۰۱، ۲۰۰۳ | ۲۰۰۵     | ۲۰۰۷     | ۲۰۱۱       | ۲۰۱۱       | 2014        | ۲۰۱۸      | ۲۰۲۱  | بعد از سال ۲۰۲۳؟ |

پیوندها را می‌توان جمع کرد: بیشتر سیستم‌ها از یک جمع ۴× استفاده می‌کنند. ۸× ۱۲× لینک‌ها به‌طور معمول برای خوشهها، ابر رایانه‌ها و اتصالات بین‌سوئیچی استفاده می‌شود.
اینفینی‌باند همچنین قابلیت دسترسی مستقیم حافظه از راه دور را برای سربار با پردازنده کم فراهم می‌کند.

### توپولوژی
در مقایسه با اترنت اشتراکی اولیه متوسط ، اینفینی‌باند از یک توپولوژی پارچه ای تغییر یافته استفاده می کند؛ همه انتقال‌ها در آداپتور کانال شروع یا پایان می‌یابند، هر پردازنده شامل یک آداپتور کانال میزبان (HCA) و هر یک از تجهیزات جانبی دارای یک آداپتور کانال هدف (TCA) است. این آداپتورها می توانند اطلاعات را برای اهداف امنیتی یا کیفیت خدمات (QoS) تبادل کنند.

### پیام ها
InfiniBand داده ها را در بسته هایی با حجم حداکثر 4 کیلوبایت انتقال می‌دهد که برای تشکیل یک پیام با هم جمع می شوند. یک پیام می تواند به شبیه به موارد زیر باشد:
- دسترسی از راه دور به حافظه مستقیم برای خواندن یا نوشتن
- یک کانال ارسال یا دریافت
- یک عملیات مبتنی بر معامله (که قابل برگشت است)
- انتقال چندپخشی
- یک عملیات اتمی

### اتصال فیزیکی

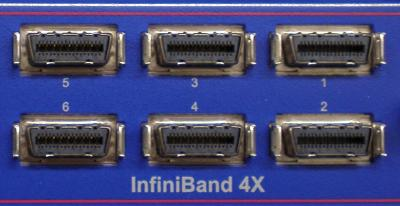
سوئیچ InfiniBand با اتصالات CX4 / SFF-8470

علاوه بر اتصال به فرم برد ، می تواند با استفاده از اتصالات QSFP از مس فعال و غیرفعال (تا 10 متر) و کابل فیبر نوری (حداکثر ۱۰ کیلومتر) استفاده کند 
همچنین انجمن اینفینی‌باند سیستم اتصال CXP را با استفاده از کابل های فیبر چند حالت موازی با اتصالات MPO 24 فیبربرای سرعت ۱۲۰ گیگابیت بر صانیه در مس ، کابل‌های نوری فعال و گیرنده‌های نوری مشخص کرده‌است.

## اترنت بر پایه‌ی InfiniBand
اترنت بر پایه‌ی InfiniBand (به اختصار EoIB) یک پیاده‌سازی اترنت بر روی پروتکل InfiniBand و فناوری اتصال است.
EoIB وجود همزمان چندین پهنای باند اترنت با نسخه InfiniBand (IB) متفاوت را امکان پذیر می کند.
اجرای اترنت از مجموعه پروتکل اینترنت ، که معمولاً به آن TCP/IP گفته می شود ، با برخی از پیاده‌سازی‌های مورد استفاده بر پایه‌ی پروتکل InfiniBand در IP از طریق IP (به اختصار IPoIB) متفاوت است.
| نوع | خطوط | پهنای باند (Gbit / s) | نوع (های) اترنت سازگار | مقدار اترنت سازگار                   |
| --- | ---- | --------------------- | ---------------------- | ------------------------------------ |
| SDR | 00 1 | 000 2.5               | GbE تا 2.5 GbE         | ۰ 2 × GbE تا 1 × ۰ 2.5 GbE           |
| SDR | 00 4 | 00 10                 | GbE تا 10 GbE          | 10 × GbE تا 1 10 GbE                 |
| SDR | 00 8 | 00 20                 | GbE تا 10 GbE          | 20 × GbE تا 2 × 10 GbE               |
| SDR | ۰ 12 | 00 30                 | GbE تا 25 GbE          | 30 × GbE تا 1 × 25 GbE + 1 × ۰ 5 GbE |
| DDR | 00 1 | 000 5                 | GbE تا 5 GbE           | ۰ 5 × GbE تا 1 × ۰ 5 GbE             |
| DDR | 00 4 | 00 20                 | GbE تا 10 GbE          | 20 × GbE تا 2 × 10 GbE               |
| DDR | 00 8 | 00 40                 | GbE تا 40 GbE          | 40 × GbE تا 1 × 40 GbE               |
| DDR | ۰ 12 | 00 60                 | GbE تا 50 GbE          | 60 × GbE تا 1 × 50 GbE + 1 10 GbE    |
| QDR | 00 1 | 00 10                 | GbE تا 10 GbE          | 10 × GbE تا 1 10 GbE                 |
| QDR | 00 4 | 00 40                 | GbE تا 40 GbE          | 40 × GbE تا 1 × 40 GbE               |